# Hartzen
Das Verb hartzen bezeichnet umgangssprachlich das Bestreiten des Lebensunterhalts durch Arbeitslosengeld II. Der Begriff bezieht sich auf das Hartz-Konzept. 2009 wurde „hartzen“ zum Jugendwort des Jahres gewählt.

## Kritik am Begriff
Hendrik Werner kommentierte in der Tageszeitung Die Welt, das Jugendwort 2009 „hartzen“  werfe „kein gutes Licht auf die Wahrnehmung sozialer Wirklichkeit“. Wer das Wort verwende und „gammeln“ meine, habe „keine differenzierte Vorstellung von all den Widrigkeiten, Demütigungen und Frustrationen“, die „eine ungewollte Lebensphase“ im Zeichen von Hartz IV „mit sich bringen kann.“ Die neue Begriffsbesetzung durch Jugendliche sei „deutlich negativ, wenn nicht sogar sozialdarwinistisch grundiert“.